# Oligosita longirhinaria
Oligosita longirhinaria är en stekelart som beskrevs av Yousuf och Shafee 1988. Oligosita longirhinaria ingår i släktet Oligosita och familjen hårstrimsteklar. Inga underarter finns listade i Catalogue of Life.